# Daniela Romo
Daniela Romo, née le 27 août 1959, est une chanteuse et actrice mexicaine. 

## Biographie
Elle naît Teresa Presmanes Corona le 27 août 1959 à Mexico, au Mexique, de parents jamais mariés. Daniela et sa sœur Patricia sont élevées par leur grand-mère. Dans son enfance, elle idolâtre Rocío Dúrcal, qu'elle considère comme une source d'inspiration pour devenir actrice et  artiste du disque
Elle est en tournage de Falcon une production de Televisa où elle joue le rôle de Barbara Albarran, actuellement

## Discographie

### Albums studio / live
- 2015: La voz del corazón
- 2012: Para soñar
- 2008: Sueños de Cabaret
- 2005: Es la Nostalgie
- 2001: Ave Fénix
- 1999: Me Vuelves Loca
- 1998: En Vivo Desde el Teatro Alameda
- 1996: Un nuevo amor
- 1994: La Cita
- 1992: De Mil Colores
- 1991: Amada más que nunca
- 1989: Quiero Amanecer con Alguien
- 1987: Gitana
- 1986: Mujer de todos, Mujer de Nadie
- 1985: Dueña de mi Corazón
- 1984: Amor Prohibido
- 1983: Daniela Romo
- 1979: También Yo

### Albums thématiques
- 2009: Cuando Hay Amor, No Hay Pecado Sortilegio
- 1999: Juan Pablo Esperanza, Amigo del Alma
- 1999: Los Cuates de Chabelo
- 1996: Me gusta JS Bach Remix
- 1986: Especiales de Navidad
- 1986: Érase una vez, paroles et musiques
- 1986: Mix Danse Coco Loco
- 1983: Canta en Italiano

## Filmographie

### Films
| Année | Titre                      | Rôle          | Remarques   |
| ----- | -------------------------- | ------------- | ----------- |
| 1978  | La casa del pelícano       | Engracia      |             |
| 1979  | Te quiero                  |               |             |
| 1979  | Tres mujeres en la hoguera | Peggy         | Non crédité |
| 1979  | Puerto Maldito             |               |             |
| 1979  | El año de la peste         |               |             |
| 1980  | Frontera                   | Rosé          |             |
| 1981  | Novia, esposa y amante     | Laura Mendoza |             |
| 1999  | Héros sans patrie          | Marta         |             |

### Télévision
| Year      | Title                         | Role                                  | Notes                        |
| --------- | ----------------------------- | ------------------------------------- | ---------------------------- |
| 1978      | Ardiente secreto (en)         | Mariana                               |                              |
| 1979      | El enemigo                    |                                       |                              |
| 1980      | No temas al amor (en)         | Alejandra                             |                              |
| 1982      | Déjame vivir                  | Estrella                              |                              |
| 1986      | El Camino Secreto (en)        | Gabriela Guillén                      |                              |
| 1989      | Balada por un amor (en)       | Brianda Portugal                      |                              |
| 1995      | Si Dios me quita la vida (en) | María Sánchez Amaro                   |                              |
| 2000      | A Millón                      | Host                                  |                              |
| 2001      | El manantial                  | Margarita Insunza de Ramírez          |                              |
| 2002      | Las vías del amor (en)        | Leticia López Albavera                |                              |
| 2005      | Alborada                      | Doña Juana Arellano Viuda de Manrique |                              |
| 2007      | Amor sin maquillaje (en)      | Fernanda Duarte                       |                              |
| 2008      | Mujeres asesinas              | Cristina Franco                       | Episode: "Cristina, rebelde" |
| 2008      | Sortilegio                    | Victoria Viuda de Lombardo            | 3 episodes                   |
| 2010–2011 | Triunfo del amor              | Bernarda de Iturbide                  |                              |
| 2013      | La tempestad                  | Mercedes Artiga                       |                              |
| 2016      | El hotel de los secretos      | Ángela Gómez                          |                              |
| 2017      | En tierras salvajes           | Doña Amparo                           |                              |